# Androfobia
La androfobia — es una fobia que produce un rechazo anormal y persistente a los varones y todo lo relacionado con lo masculino. No debe confundirse con la misantropía —rechazo a los seres humanos— ni con la misandria —aversión a los varones—.

## Significado
Proviene del griego ἀνήρ, ἀνδρός aner, andrós, «varón» y  -φοβία  -fobía sufijo que significa «temor», «aversión»—